# Mewa (wytwórnia płytowa)
Mewa – Poznańska Fabryka Płyt Gramofonowych „Mewa”, pierwsza prywatna wytwórnia płytowa w powojennej Polsce, działająca w latach 1945–1949 w Poznaniu przy ul. Kościelnej 17, założona pod koniec 1945 przez poznańskiego inżyniera chemika, Mieczysława Wejmana. Wydawała płyty opatrzone dwoma rodzajami etykiet-naklejek: obok tych z muzyką popularną i znakiem graficznym „Mewy” ukazywały się także płyty pod znakiem Melodje, z nagraniami jazzu i muzyki poważnej (podział ten nie był zbyt rygorystycznie przestrzegany).

## Historia powstania
Po wrześniu 1939 interesujący się fonografią Wejman wydobył sporą liczbę matryc z ruin pozostałych po przedwojennej Syrenie. Po zdobyciu prasy i materiału do produkcji, nielegalnie tłoczył podczas okupacji płyty z polskimi nagraniami (nagrywając – w kilkudziesięciu tysiącach kopii – muzykę rozrywkową, kolędy, pieśni i pieśni patriotyczne. Na płytach pojawiali się tacy wykonawcy jak: Tadeusz Faliszewski, Adam Aston, Mieczysława Fogg). Nielegalna tłocznia znajdowała się w piwnicy na Mokotowie, a w tłoczeniu oraz dystrybucji płyt pomagał mu między innymi Jan Ciżyński, z którym był zaprzyjaźniony. Po powstaniu warszawskim ponownie udało mu się część matryc ocalić i wywieźć do Poznania. Dzięki znajomości z Bolesławem Drobnerem, także chemikiem, a po wojnie aktywnym działaczem PKWN i pierwszym prezydentem Wrocławia, wszedł w posiadanie niezbędnego sprzętu (w tym magnetofonu, stołu nagraniowego, matryc) oraz szelaku do produkcji płyt.

## Krótki czas działalności i likwidacja
Mewa przyczyniła się do wylansowania takich gwiazd jak Marta Mirska i Tadeusz Miller.
Biorąc pod uwagę warunki, w jakich prowadzona była działalność, fakt wydawania poszczególnych tytułów w liczbie np. 15 tysięcy egzemplarzy, był dużym osiągnięciem. Oprócz Millera i Mirskiej w wytwórni nagrywał m.in. Zenon Jaruga, Zbigniew Rawicz, Jan Ciżyński, Kazimierz Łabudź, Halina Kowalewska, Jerzy Kulesza (jako Jerzy Chmielewski), Raul Koczalski, Chór 4 Asy.
Wytwórnia zakończyła działalność w 1949. Władze nakazały Wejmanowi opuścić pomieszczenia wytwórni. Została zamknięta i zniszczona, jednak nie całkowicie – np. magnetofon z Mewy znalazł się wkrótce na wyposażeniu państwowej wytwórni Muza, która takiego sprzętu wcześniej nie posiadała; w latach późniejszych Muza wydawała płyty z matryc, powstałych w wytwórni Wejmana.
Dwie inne, działające po II wojnie światowej, prywatne firmy fonograficzne: Fogg Record i Gong, zostały zlikwidowane w podobny sposób.

## Dyskografia (niepełna)

### nagrania wydane przez Mewę (płyty 78 obr./min.)
| Rok wyd. | Numer płyty | Tytuł utworu                                                                  | Wykonawca - śpiew               | Inni wykonawcy                              |
| -------- | ----------- | ----------------------------------------------------------------------------- | ------------------------------- | ------------------------------------------- |
| 1947     | 01/a        | Dobranoc                                                                      | Tadeusz Miller                  | Orkiestra jazzowa dyr.: Charles Bovery      |
| 1947     | 01/b        | Bo jedno serce                                                                | Tadeusz Miller                  | Orkiestra jazzowa dyr.: Charles Bovery      |
| 1947     | 02/a        | Symphony                                                                      | Tadeusz Miller                  | Orkiestra jazzowa dyr.: Charles Bovery      |
| 1947     | 02/b        | Sentymentalny Joe                                                             | Tadeusz Miller                  | Orkiestra jazzowa dyr.: Charles Bovery      |
|          | 03/a        | Rytm dżungli                                                                  |                                 | Orkiestra jazzowa dyr.: Charles Bovery      |
|          | 03/b        | Północny swing                                                                |                                 | Orkiestra jazzowa dyr.: Charles Bovery      |
| 1947     | 04/a        | Fakir                                                                         | Tadeusz Miller                  | Orkiestra jazzowa dyr.: Charles Bovery      |
| 1947     | 05/a        | Piosenka cowboy'a                                                             | Tadeusz Miller                  | Orkiestra jazzowa dyr.: Charles Bovery      |
| 1947     | 05/b        | Konik polny                                                                   | Tadeusz Miller                  | Orkiestra jazzowa dyr.: Charles Bovery      |
| 1947     | 06/a        | Twój uśmiech                                                                  | Tadeusz Miller                  | Orkiestra jazzowa dyr.: Charles Bovery      |
| 1947     | 06/b        | Za siódmą górą                                                                | Tadeusz Miller                  | Orkiestra jazzowa dyr.: Charles Bovery      |
| 1947     | 07/a        | Kołysanka z Harlemu                                                           | Tadeusz Miller                  | Orkiestra jazzowa dyr.: Charles Bovary      |
| 1947     | 07/b        | Nie odchodź                                                                   | Tadeusz Miller                  |                                             |
| 1947     | 08/a        | Sny                                                                           |                                 | Orkiestra jazzowa dyr.: Charles Bovery      |
| 1947     | 08/b        | Pod starą latarnią                                                            | Tadeusz Miller                  | Orkiestra jazzowa dyr.: Charles Bovery      |
| 1947     | 09/a        | Tyś mą miłością/słabością                                                     | Tadeusz Miller                  | Orkiestra jazzowa dyr.: Charles Bovary      |
| 1947     | 09/b        | Będzie lepiej                                                                 |                                 |                                             |
| 1947     | 10/a        | Pół godzinki z Tobą                                                           | Tadeusz Miller                  | Orkiestra jazzowa dyr.: Charles Bovery      |
| 1947     | 10/b        | Hm hm oczarowałaś mnie                                                        | Tadeusz Miller i Charles Bovary | Orkiestra jazzowa dyr.: Charles Bovery      |
| 1947     | 11/a        | Wesoły marynarz                                                               |                                 | Orkiestra jazzowa dyr.: Charles Bovery      |
| 1947     | 11/b        | Domek na lodzie                                                               | Tadeusz Miller                  | Orkiestra jazzowa dyr.: Charles Bovery      |
| 1947     | 12/a        | Zegar śpi                                                                     | Tadeusz Miller                  | Orkiestra jazzowa dy.: Charles Bovary       |
| 1947     | 12/b        | Tyś mą miłością/słabością                                                     |                                 | Orkiestra jazzowa dyr.: Charles Bovary      |
| 1947     | 13/a        | Znów tylko Ty                                                                 | Tadeusz Miller                  | Orkiestra jazzowa dyr.: Charles Bovery      |
| 1947     | 13/b        | Jutro już                                                                     | Tadeusz Miller                  | Orkiestra jazzowa dyr.: Charles Bovary      |
| 1947     | 14/a        | Trzeba cieszyć się                                                            | Tadeusz Miller                  | Orkiestra jazzowa dyr.: Andrzej Jastrzębski |
| 1947     | 15/a        | Śpij syneczku, śpij                                                           | Tadeusz Miller                  | Orkiestra jazzowa dyr.: Charles Bovery      |
| 1947     | 15/b        | Gdy pierwszy raz kocha się panienka                                           | Tadeusz Miller                  | Orkiestra jazzowa dyr.: Charles Bovery      |
|          | 16/a        | Zjawią się wspomnienia                                                        | Barbara Kostrzewska             | Orkiestra dyr.: Jerzy Harald                |
|          | 16/b        | Dans mon ceur                                                                 | Barbara Kostrzewska             | Orkiestra dyr.: Jerzy Harald                |
|          | 18/a        | Clavelita                                                                     | Barbara Kostrzewska             | Orkiestra dyr.: Jerzy Harald                |
|          | 18/b        | Ja kocham Cię                                                                 | Barbara Kostrzewska             | Orkiestra dyr.: Jerzy Harald                |
|          | 19/a        | Felice notte Marietta                                                         | Barbara Kostrzewska             | Orkiestra dyr.: Jerzy Harald                |
|          | 19/b        | Piosenka hiszpańska                                                           | Barbara Kostrzewska             | Orkiestra dyr.: Jerzy Harald                |
|          | 20/a        | Czardasz cz.I                                                                 | Barbara Kostrzewska             | Orkiestra dyr.: Jerzy Harald                |
|          | 20/b        | Czardasz cz.II                                                                | Barbara Kostrzewska             | Orkiestra dyr.: Jerzy Harald                |
| 1947     | 23/a        | Krakowiaczek                                                                  | Kazimierz Olecki                | Orkiestra dyr.: Z. Wojciechowski            |
| 1947     | 25/a        | Skąd pierwsze gwiazdy                                                         | Kazimierz Olecki                | Orkiestra dyr.: Z. Wojciechowski            |
| 1947     | 25/b        | Pamiętam ciche, jasne, złote dnie                                             | Kazimierz Olecki                | Orkiestra dyr.: Z. Wojciechowski            |
|          | 29/a        | Walc e-moll Op. posth. Nr 14 (F. Chopin) Etiuda Ges-dur (F. Chopin)           |                                 | Franciszek Łukasiewicz – fortepian          |
|          | 29/b        | Fantazja –Impromptu cis-moll Op. 66 (F. Chopin)                               |                                 | Franciszek Łukasiewicz                      |
| 1948     | 30/a        | Walc cis-moll Op. 64 nr 2 (F. Chopin) Preludium A-dur Op. 28 nr 7 (F. Chopin) |                                 | Raul Koczalski – fortepian                  |
| 1948     | 30/b        | Berceuse Des-dur Op. 57 (F. Chopin)                                           |                                 | Raul Koczalski - fortepian                  |
| 1948     | 31/a        | Walc Es-dur Op. 18 nr 1 (F. Chopin)                                           |                                 | Raul Koczalski - fortepian                  |
| 1948     | 31/b        | Ecossaises op. 72 nr 3,4,5 (F. Chopin) Mazurek F-dur, op. 68 nr 3 (F. Chopin) |                                 | Raul Koczalski – fortepian                  |
| 1948     | 32/a        | Walc As-dur Op. 34 nr 1 (F. Chopin)                                           |                                 | Raul Koczalski – fortepian                  |
| 1948     | 32/b        | Walc a-moll op. 34 nr 2 (F. Chopin)                                           |                                 | Raul Koczalski - fortepian                  |
| 1948     | 33/a        | Nokturn H-dur op. 32 nr 1 (F. Chopin)                                         |                                 | Raul Koczalski - fortepian                  |
| 1948     | 33/b        | Nokturn Es-dur op. 9 nr 2 (F. Chopin)                                         |                                 | Raul Koczalski - fortepian                  |
| 1948     | 34/a        | Preludium Des-dur “Deszczowe” Op. 28 nr 15 (F. Chopin)                        |                                 | Raul Koczalski - fortepian                  |
| 1948     | 34/b        | Preludium As-dur Op. 28 nr 17 (F. Chopin)                                     |                                 | Raul Koczalski - fortepian                  |
| 1948     | 35/a        | Nokturn g-moll Op. 37 nr 1 (F. Chopin)                                        |                                 | Raul Koczalski - fortepian                  |
| 1948     | 35/b        | Nokturn Fis-dur op. 15 nr 2 (F. Chopin)                                       |                                 | Raul Koczalski - fortepian                  |

### nagrania wydane przez Mewę z etykietami "Melodje" (płyty 78 obr./min.)
| Rok wyd. | Numer płyty          | Tytuł utworu                               | Wykonawca - śpiew                           | Inni wykonawcy |
| -------- | -------------------- | ------------------------------------------ | ------------------------------------------- | --- |
| 1945     | 01 I/a (mx 4537)     | La Palomita                                |                                             | Tanz-Sinfonie-Orchester dyr.: Peter Kreuder (wydanie oryginalne (1937): Telefunken A2186, mx 21950)                           |
| 1945     | 01 I/b (mx 4536)     | Amargura                                   |                                             | Tanz-Sinfonie-Orchester dyr.: Peter Kreuder (wydanie oryginalne (1937): Telefunken A2186, mx 21951)                           |
|          | 01 II/a              | La Palomita                                |                                             | Orkiestra Taneczna dyr.: St. Godarski                                                                                         |
|          | 01 II/b              | Amargura                                   |                                             | Orkiestra Taneczna dyr.: St. Godarski                                                                                         |
|          | 02 a                 | Marietta                                   |                                             | Orkiestra Taneczna dyr.: St. Godarski                                                                                         |
|          | 02 b                 | Szept nocy                                 |                                             | Orkiestra Taneczna dyr.: St. Godarski                                                                                         |
| 1946     | 03 a                 | Gęsiego                                    |                                             | Orkiestra Taneczna dyr.: St. Godarski                                                                                         |
| 1946     | 03 b                 | Illusion                                   |                                             | Orkiestra Taneczna dyr.: St. Godarski                                                                                         |
|          | 04 a                 | Aniuszka                                   |                                             | Orkiestra Taneczna dyr.: St. Godarski                                                                                         |
|          | 04 b                 | Melodja                                    |                                             | Orkiestra Taneczna dyr.: St. Godarski                                                                                         |
|          | 05 I/a               | Smutne tango                               | Władysław Arski                             | Orkiestra dyr.: Mieczysław Paszkiet                                                                                           |
|          | 05 I/b               | Lubię                                      | Władysław Arski                             | Orkiestra dyr.: Mieczysław Paszkiet                                                                                           |
| 1945     | 05 II/a (mx 4522)    | Smutne tango                               | Tadeusz Faliszewski                         | Orkiestra Taneczna "Syrena Rekord" (na etykiecie może być oznaczone "orkiestra taneczna pod dyr. St. Godarskiego z refrenem") |
| 1945     | 05 II/b (mx 4523)    | Lubię                                      | Tadeusz Faliszewski, Zygmunt Piotrowski     | Orkiestra dyr.: Wiktor Tychowski (na etykiecie może być oznaczone "orkiestra taneczna pod dyr. St. Godarskiego z refrenem")   |
| 1948     | 06 I/a               | Tak smutno mi bez Ciebie                   | Władysław Arski                             | Orkiestra dyr.: Mieczysław Paszkiet                                                                                           |
| 1948     | 06 I/a               | Zagrajcie mi                               | Władysław Arski                             | Orkiestra dyr.: Mieczysław Paszkiet                                                                                           |
| 1945     | 06 II/a              | Tak smutno mi bez Ciebie                   | Tadeusz Faliszewski                         | Orkiestra dyr.: Wiktor Tychowski                                                                                              |
| 1945     | 06 II/b              | Zagrajcie mi                               | Leopold Buffini                             | Orkiestra taneczna dyr.: St. Godarski                                                                                         |
|          | 06 III/a             | Tak smutno mi bez Ciebie                   | Zenon Jaruga                                | Orkiestra dyr.: Andrzej Jastrzębski                                                                                           |
|          | 07 I/a               | Kto dziś całuje twe usta                   | Władysław Arski                             | Orkiestra dyr.: Mieczysław Paszkiet                                                                                           |
| 1945     | 07 I/b               | Terosina                                   | Władysław Arski                             | Orkiestra taneczna dyr.: Henryk Czyż                                                                                          |
|          | 07 II/a              | Kto dziś całuje twe usta                   | Adam Aston                                  | Orkiestra Taneczna "Syrena Rekord"                                                                                            |
|          | 07 II/b              | Terosina                                   | Tadeusz Faliszewski                         | Orkiestra Taneczna "Syrena Rekord"                                                                                            |
| 1945     | 08 a                 | Perełka                                    |                                             | Orkiestra salonowa dyr.: Mieczysław Giżelski                                                                                  |
| 1945     | 08 b                 | Wawruś                                     |                                             | Orkiestra salonowa dyr.: Mieczysław Giżelski                                                                                  |
| 1948     | 09 a                 | Manana (Is soon enough for me)             | Marta Mirska                                | Orkiestra Jazzowa dyr.: J. Maćkowiak                                                                                          |
|          | 09 b                 | Jarmark w Sewilli                          |                                             | Orkiestra dyr.: B. Skowroński                                                                                                 |
| 1948     | 10 a                 | Brazylia                                   | Marta Mirska                                | Orkiestra Jazzowa dyr.: J. Maćkowiak                                                                                          |
|          | 10 b                 | Carmencita z Toledo                        |                                             | Orkiestra dyr.: B. Skowroński                                                                                                 |
| 1945     | 11 I/a (mx 4532)     | Nad ranem                                  |                                             | Orkiestra taneczna dyr.: St. Godarski                                                                                         |
| 1945     | 11 I/b (mx 4570)     | Walc śląski                                | Jan Ciżyński                                | Trio ludowe Apolinarego Pindrassa                                                                                             |
|          | 11 II/a              | Stier                                      |                                             | Orkiestra dyr.: St. Godarski                                                                                                  |
|          | 11 II/b              | Nad ranem                                  |                                             | Orkiestra taneczna dyr.: St. Godarski                                                                                         |
| 1945     | 12 a                 | Kujawiaczek                                | Jan Ciżyński                                | Orkiestra dyr.: Apolinary Pindrass                                                                                            |
| 1945     | 12 b                 | Dwie córeczki                              | Jan Ciżyński                                | Orkiestra dyr.: Apolinary Pindrass                                                                                            |
| 1948     | 13 a                 | Biała wilia                                | Jerzy Chmielewski                           | Orkiestra Jazzowa dyr.: J. Maćkowiak                                                                                          |
|          | 13 b                 | Krople deszczu                             |                                             | Orkiestra Jazzowa dyr.: Tadeusz Wenda                                                                                         |
| 1946     | 14 a                 | Rozszumiały się wierzby płaczące           | Jan Ciżyński                                | Orkiestra Braci Pindrass |
| 1946     | 14 b                 | Nocne gitary                               |                                             | Orkiestra taneczna dyr.: St. Godarski                                                                                         |
|          | 15 a                 | Powrót jaskółek                            | Cz. Bednarz                                 | Sekcja rytmiczna |
|          | 15 b                 | Szczęście                                  | Cz. Bednarz                                 | Sekcja rytmiczna |
|          | 16 a                 | Dziewczyno Kalino                          | Jan Ciżyński                                | Orkiestra dyr.: Apolinary Pindrass                                                                                            |
|          | 16 b                 | Nie przepadaj za dziewczyną                | Jan Ciżyński                                | Orkiestra dyr.: Apolinary Pindrass                                                                                            |
| 1945     | 17 I/a (mx 4561)     | Zemsta nietoperza                          |                                             | Orkiestra taneczna dyr.: St. Godarski                                                                                         |
| 1945     | 17 I/b (mx 4562)     | Róże południa Op. 388                      |                                             | Orkiestra taneczna dyr.: St. Godarski                                                                                         |
| 1946     | 17 II/a (mx 4661)    | Zemsta nietoperza                          |                                             | Orkiestra taneczna dyr.: St. Godarski                                                                                         |
| 1946     | 17 II/b (mx 4662)    | Róże południa Op. 388                      |                                             | Orkiestra taneczna dyr.: St. Godarski                                                                                         |
|          | 18 a                 | Puszta-fox                                 |                                             | Orkiestra taneczna dyr.: St. Godarski                                                                                         |
|          | 18 b                 | Ole guapa                                  |                                             | Orkiestra taneczna dyr.: St. Godarski                                                                                         |
|          | 19 I/a               | Gdy miłość zjawia się                      |                                             | Orkiestra dyr.: B. Skowroński                                                                                                 |
| 1946     | 19 I/b               | Francois                                   | Jan Ciżyński                                | Orkiestra dyr.: Mieczysław Paszkiet                                                                                           |
|          | 19 II/a              | Joselita                                   |                                             | Orkiestra Braci Pindrass |
|          | 19 II/b              | Pocałunek                                  |                                             | Orkiestra Braci Pindrass |
|          | 19 III/a             | Pocałunek                                  |                                             | Orkiestra Braci Pindrass |
| 1946     | 19 III/b             | Francois                                   | Jan Ciżyński                                | Orkiestra dyr.: Mieczysław Paszkiet                                                                                           |
|          | 20 a                 | Westchnienie                               |                                             | Orkiestra Braci Pindrass |
| 1946     | 20 b                 | Kokaina                                    | Jan Ciżyński                                | Orkiestra Braci Pindrass |
| 1946     | 21 a                 | Czekam Cię                                 | Mieczysław Wojnicki                         | Orkiestra Braci Pindrass |
|          | 21 b                 | Ciepłe dźwięki                             |                                             | Orkiestra Braci Pindrass |
| 1948     | 22 a                 | Złote tango                                | Jerzy Chmielewski                           | Orkiestra dyr.: L. Rezler |
|          | 22 b                 | Gdy serce tęskni                           |                                             | Orkiestra Jazzowa dyr.: Tadeusz Wenda                                                                                         |
|          | 23 a                 | Płatki śniegu                              | Cz. Bednarz                                 | Sekcja rytmiczna |
|          | 23 b                 | Pieszczotka                                | Cz. Bednarz                                 | Sekcja rytmiczna |
| 1946     | 24 a                 | Ust Twych mi dzisiaj nie żałuj             | Jan Ciżyński                                | Orkiestra dyr.: Apolinary Pindrass                                                                                            |
|          | 24 b                 | Rapsodia swingu                            |                                             | Orkiestra dyr.: Apolinary Pindrass                                                                                            |
| 1946     | 25 a                 | Serce w plecaku                            | Jan Ciżyński                                | Orkiestra Braci Pindrass |
| 1946     | 25 b                 | Daremna pieśń                              |                                             | Orkiestra Braci Pindrass |
| 1946     | 26 a                 | Habanera                                   | Jan Ciżyński                                | Orkiestra Braci Pindrass |
| 1946     | 26 b                 | Zabawa z własnym cieniem                   |                                             | Orkiestra Braci Pindrass |
|          | 27 a                 | Stier                                      |                                             | Orkiestra dyr.: St. Godarski                                                                                                  |
| 1946     | 27 b                 | Tango łyczakowskie                         | Jan Ciżyński                                | Orkiestra Braci Pindrass |
|          | 28 a                 | Niezapominajki                             | Cz. Bednarz                                 | Sekcja rytmiczna |
|          | 28 b                 | Zakochany włóczęga                         | Cz. Bednarz                                 | Sekcja rytmiczna |
| 1946     | 28 II/a              | Piosenka o Poznaniu                        | Jan Ciżyński                                | Orkiestra Braci Pindrass |
|          | 29 a                 | Gdy piosenkę wiatr niesie                  |                                             | Orkiestra dyr.: St. Godarski                                                                                                  |
| 1946     | 29 b                 | Tańcz Colombino                            | Jan Ciżyński                                | Orkiestra Braci Pindrass |
|          | 30 a                 | Na nartach                                 | Cz. Bednarz                                 | Sekcja rytmiczna |
|          | 30 b                 | Jesienny wiatr                             | Cz. Bednarz                                 | Sekcja rytmiczna |
|          | 31 a                 | Baletnica                                  | Cz. Bednarz                                 | Sekcja rytmiczna |
|          | 31 b                 | Dziewczęce sny                             | Cz. Bednarz                                 | Sekcja rytmiczna |
| 1946     | 32 a                 | Chryzantemy złociste                       | Jan Ciżyński                                | Orkiestra Braci Pindrass |
| 1946     | 32 b                 | Burza                                      |                                             | Orkiestra Braci Pindrass |
| 1945     | 33 a                 | Ukochana ja wrócę                          | Jan Ciżyński                                | Orkiestra Braci Pindrass |
|          | 33 b                 | Łzy                                        |                                             | Orkiestra Braci Pindrass |
| 1946     | 34 a                 | A ty się śmiejesz                          | Jan Ciżyński                                | Orkiestra Braci Pindrass |
| 1946     | 34 b                 | Raz a dobrze                               |                                             | Orkiestra dyr.: St. Godarski                                                                                                  |
|          | 35 a                 | Błękitne bolero                            | Trio Sauk                                   | Orkiestra Braci Pindrass |
|          | 35 b                 | Kaprys                                     |                                             | Orkiestra dyr.: Apolinary Pindrass                                                                                            |
|          | 36 a                 | Dziewczę z gór                             |                                             | Orkiestra dyr.: St. Godarski                                                                                                  |
|          | 36 b                 | Błękitne bolero                            | Jan Ciżyński                                | Orkiestra Braci Pindrass |
|          | 37 a                 | Stworzony do tańca                         |                                             | Orkiestra Taneczna dyr.: St. Godarski                                                                                         |
|          | 37 b                 | Kajak                                      |                                             | Orkiestra Braci Pindrass |
|          | 38 a                 | Tylko we Lwowie                            | Jan Ciżyński                                | Orkiestra Braci Pindrass |
|          | 38 b                 | Lekkomyślny akordeon                       |                                             | Apolinary Pindrass - akordeon, Orkiestra                                                                                      |
| 1946     | 39 a                 | Deszczowa piosenka                         | Jan Ciżyński                                | Orkiestra Braci Pindrass |
|          | 39 b                 | Vision                                     |                                             | Orkiestra taneczna dyr.: St. Godarski                                                                                         |
| 1946     | 40 a                 | Piosenka o mojej Warszawie                 | Jan Ciżyński                                | Orkiestra Braci Pindrass |
| 1946     | 40 b                 | Jalousie                                   | Helena Korf-Kawecka                         | Orkiestra dyr.: Mieczysław Paszkiet                                                                                           |
| 1946     | 41 a                 | Szukam Ciebie                              | Jan Ciżyński                                | Orkiestra Braci Pindrass |
|          | 41 b                 | Frasquita                                  |                                             | Orkiestra taneczna dyr.: St. Godarski                                                                                         |
| 1946     | 42 a                 | Violetta                                   | Jan Ciżyński                                | Orkiestra Braci Pindrass |
| 1946     | 42 b                 | Reginela Campagnola                        |                                             | Orkiestra dyr.: St. Godarski                                                                                                  |
|          | 43 a                 | Świergot                                   |                                             | Orkiestra dyr.: St. Godarski                                                                                                  |
|          | 43 b                 | Błyskawica                                 |                                             | Orkiestra Braci Pindrass |
| 1946     | 44 a                 | Pensamiento                                |                                             | Orkiestra taneczna dyr.: St. Godarski                                                                                         |
| 1946     | 44 b                 | La Cumparsita                              |                                             | Orkiestra Braci Pindrass |
| 1946     | 45 a                 | To samo niebo                              | Jan Ciżyński                                | Orkiestra Braci Pindrass |
|          | 45 b                 | Paradis                                    |                                             | Orkiestra taneczna dyr.: St. Godarski                                                                                         |
| 1946     | 46 a                 | Piosenki miłosne                           |                                             | Orkiestra taneczna dyr.: St. Godarski                                                                                         |
| 1946     | 46 b                 | Viva Maria                                 |                                             | Orkiestra taneczna dyr.: St. Godarski                                                                                         |
|          | 47 I/a               | Tango Artystyczne                          |                                             | Orkiestra taneczna dyr.: St. Godarski                                                                                         |
| 1946     | 47 I/b               | Odpowiedź Warszawy                         | Wanda Ważbińska                             | Orkiestra dyr.: Mieczysław Paszkiet                                                                                           |
|          | 47 II/a              | Tango Artystyczne                          |                                             | Orkiestra taneczna dyr.: St. Godarski                                                                                         |
| 1946     | 47 II/b              | Odpowiedź Warszawy                         | Jan Ciżyński                                | Orkiestra dyr.: Mieczysław Paszkiet                                                                                           |
| 1946     | 48 a                 | Żołnierz drogą maszerował                  | Chór „Cztery Asy”                           | Orkiestra dyr.: Apolinary Pindrass                                                                                            |
| 1946     | 48 b                 | Poemat Op. 41                              |                                             | Orkiestra dyr.: Apolinary Pindrass                                                                                            |
|          | 49 I/a               | Serwus akordeon                            |                                             | Zespół dyr.: H. Kubanek |
|          | 49 I/b               | Caramba                                    |                                             | Orkiestra taneczna dyr.: St. Godarski                                                                                         |
|          | 49 II/a              | Weekend                                    |                                             | Orkiestra Braci Pindrass |
|          | 49 II/b              | Caramba                                    |                                             | Orkiestra taneczna dyr.: St. Godarski                                                                                         |
|          | 50 a                 | Kauczuk                                    |                                             | Orkiestra taneczna dyr.: St. Godarski                                                                                         |
|          | 50 b                 | Czarna pantera                             |                                             | Orkiestra Braci Pindrass |
| 1946     | 51 a                 | Jak zabawa to zabawa                       | Jan Ciżyński                                | Kapela wiejska dyr.: Edward Ciuksza                                                                                           |
| 1946     | 51 b                 | Fela                                       | Jan Ciżyński                                | Kapela wiejska dyr.: Edward Ciuksza                                                                                           |
| 1946     | 52 a                 | Na Kujawach powiadają                      | Jan Ciżyński                                | Orkiestra dyr.: Edward Ciuksza                                                                                                |
|          | 52 b                 | Kujawiaki i oberki                         |                                             | Orkiestra dyr.: Edward Ciuksza                                                                                                |
| 1946     | 53 a                 | Rach, ciach, ciach                         | Jan Ciżyński                                | Kapela wiejska dyr.: Edward Ciuksza                                                                                           |
| 1946     | 53 b                 | Oberki wilanowskie                         | Jan Ciżyński                                | Kapela wiejska dyr.: Edward Ciuksza                                                                                           |
| 1946     | 55 a                 | Gęsi za wodą                               | Jan Ciżyński                                | Kapela wiejska dyr.: Edward Ciuksza                                                                                           |
|          | 55 b                 | Halusia                                    | Jan Ciżyński                                | Kapela wiejska dyr.: Edward Ciuksza                                                                                           |
|          | 56 a                 | Jakże cię mam brać dziewczyno              | Jan Ciżyński                                | Orkiestra dyr.: Edward Ciuksza                                                                                                |
|          | 56 b                 | Oj, świeci miesiąc, świeci                 | Jan Ciżyński                                | Orkiestra dyr.: Edward Ciuksza                                                                                                |
|          | 57 I/a               | Dziadunio                                  |                                             | Orkiestra dyr.: Edward Ciuksza                                                                                                |
|          | 57 I/b               | Wspomnienie                                | Jan Ciżyński                                | Orkiestra dyr.: Andrzej Jastrzębski                                                                                           |
|          | 57 II/a              | Pieśń o Łodzi                              | Jan Ciżyński                                | Kapela wiejska dyr.: Edward Ciuksza                                                                                           |
|          | 57 II/b              | Dziadunio                                  |                                             | Kapela wiejska dyr.: Edward Ciuksza                                                                                           |
|          | 58 a                 | W okopach                                  | Jan Ciżyński                                | Orkiestra dyr.: Edward Ciuksza                                                                                                |
|          | 58 b                 | Zuch                                       |                                             | Orkiestra dyr.: Edward Ciuksza                                                                                                |
|          | 59 a                 | Oj-ra                                      | Jan Ciżyński                                | Orkiestra dyr.: Edward Ciuksza                                                                                                |
| 1946     | 59 b                 | Oberek ognisty                             |                                             | Orkiestra dyr.: Edward Ciuksza                                                                                                |
| 1946     | 60 a                 | Robaczki świętojańskie                     | Helena Korf-Kawecka                         | Orkiestra Mandolinistów |
|          | 60 b                 | Piosenka z Quisisany                       | Helena Korf-Kawecka                         | Orkiestra Mandolinistów |
| 1946     | 61 a                 | Jaś                                        |                                             | Kapela wiejska dyr.: Edward Ciuksza                                                                                           |
| 1946     | 61 b                 | Irka                                       |                                             | Kapela wiejska dyr.: Edward Ciuksza                                                                                           |
| 1946     | 62 a                 | Wiązanka melodii swojskich cz.I            | Jan Ciżyński                                | Orkiestra dyr.: Edward Ciuksza                                                                                                |
| 1946     | 62 b                 | Wiązanka melodii swojskich cz.II           | Jan Ciżyński                                | Orkiestra dyr.: Edward Ciuksza                                                                                                |
|          | 63 a                 | Matulu kochana                             | Jan Ciżyński                                | Orkiestra dyr.: Edward Ciuksza                                                                                                |
|          | 63 b                 | Mama nie kazała                            |                                             | Orkiestra dyr.: Edward Ciuksza                                                                                                |
|          | 64 a                 | Ty ze mnie szydzisz, dziewczyno            | Jan Ciżyński                                | Orkiestra dyr.: Edward Ciuksza                                                                                                |
|          | 64 b                 | Spod Zalesia                               |                                             | Orkiestra dyr.: Edward Ciuksza                                                                                                |
|          | 65 a                 | Od pieca do ławy                           |                                             | Orkiestra dyr.: Edward Ciuksza                                                                                                |
|          | 65 b                 | Śmieszka                                   | Jan Ciżyński                                | Orkiestra dyr.: Edward Ciuksza                                                                                                |
| 1946     | 66 a                 | Gdy kwitną kwiaty                          | Jan Ciżyński                                | Orkiestra dyr.: Edward Ciuksza                                                                                                |
| 1946     | 66 b                 | Dźwięki z Hawaju                           |                                             | Orkiestra dyr.: Edward Ciuksza                                                                                                |
| 1946     | 67 a                 | Wszystkie rybki śpią w jeziorze            | Jan Ciżyński                                | Orkiestra dyr.: Edward Ciuksza                                                                                                |
| 1948     | 67 b                 | Akordeonówka                               |                                             | Zespół dyr.: H. Kubanek |
| 1946     | 68 a                 | Zakochana dziewczyna                       | Chór „Cztery Asy”                           | |
| 1946     | 68 b                 | Błękitne oczy                              | Chór „Cztery Asy”                           | |
| 1946     | 69 a                 | Don Kichot                                 | Chór „Cztery Asy”                           | |
| 1946     | 69 b                 | Niedźwiedzica                              | Chór „Cztery Asy”                           | |
| 1946     | 70 a                 | Kopciuszek                                 | Chór „Cztery Asy”                           | |
| 1946     | 70 b                 | Żabi koncert                               | Chór „Cztery Asy”                           | |
| 1946     | 71 a                 | U piecyka                                  | Chór „Cztery Asy”                           | |
| 1946     | 71 b                 | Niedobrze panie Bobrze                     | Chór „Cztery Asy”                           | |
| 1946     | 72 a                 | Walc Brahmsa                               | Chór „Cztery Asy”                           | |
| 1946     | 72 b                 | Żal                                        | Chór „Cztery Asy”                           | |
| 1946     | 73 a                 | Marsz florentyński                         |                                             | Orkiestra dyr.: Mieczysław Paszkiet                                                                                           |
| 1946     | 73 b                 | Przebudzenie                               |                                             | Orkiestra dyr.: Mieczysław Paszkiet                                                                                           |
| 1946     | 74 a                 | Fale Dunaju                                |                                             | Orkiestra dyr.: St. Godarski                                                                                                  |
| 1946     | 74 b                 | Monte Christo                              |                                             | Orkiestra dyr.: Mieczysław Paszkiet                                                                                           |
|          | 75 a                 | Polskie Echo cz.I                          |                                             | Orkiestra dyr.: Mieczysław Paszkiet                                                                                           |
|          | 75 b                 | Polskie Echo cz.II                         |                                             | Orkiestra dyr.: Mieczysław Paszkiet                                                                                           |
|          | 76 a                 | Polskie Echo cz.III                        |                                             | Orkiestra dyr.: Mieczysław Paszkiet                                                                                           |
|          | 76 b                 | Polskie Echo cz.IV                         |                                             | Orkiestra dyr.: Mieczysław Paszkiet                                                                                           |
|          | 77 a                 | Roztańczone palce                          |                                             | Orkiestra dyr.: St. Godarski                                                                                                  |
| 1946     | 77 b                 | Gdzie idziesz Wojtuś                       | Jan Ciżyński                                | Orkiestra dyr.: Mieczysław Paszkiet                                                                                           |
| 1946     | 78 a                 | Tango Marina                               | Jan Ciżyński                                | Orkiestra dyr.: Mieczysław Paszkiet                                                                                           |
|          | 78 b                 | Wróć do mnie                               |                                             | Orkiestra Taneczna dyr.: St. Godarski                                                                                         |
| 1946     | 79 a                 | Nikt za mną nie tęskni                     | Zbigniew Studler Roman                      | Orkiestra dyr.: Mieczysław Paszkiet                                                                                           |
|          | 79 b                 | Noc księżycowa na Kubie                    |                                             | Orkiestra Taneczna dyr.: St. Godarski                                                                                         |
| 1946     | 80 a                 | Ach dałby sto tysięcy                      | Zbigniew Studler Roman                      | Orkiestra dyr.: Mieczysław Paszkiet                                                                                           |
|          | 80 b                 | Żadna wierną nie chce być                  |                                             | Orkiestra Taneczna dyr.: St. Godarski                                                                                         |
| 1946     | 81 a                 | Gdy kwitną bzy                             | Helena Korf-Kawecka, Zbigniew Studler Roman | Orkiestra dyr.: Mieczysław Paszkiet                                                                                           |
|          | 81 b                 | Jak piękną jest noc                        |                                             | Orkiestra Taneczna dyr.: St. Godarski                                                                                         |
| 1946     | 82 a                 | Mewy                                       | Jan Ciżyński                                | Orkiestra dyr.: Mieczysław Paszkiet                                                                                           |
|          | 82 b                 | La piccinnia                               |                                             | Orkiestra dyr.: St. Godarski                                                                                                  |
|          | 83 a                 | Espanol                                    |                                             | Orkiestra dyr.: St. Godarski                                                                                                  |
| 1946     | 83 b                 | Czerwony mak                               | Jan Ciżyński                                | Orkiestra dyr.: Mieczysław Paszkiet                                                                                           |
| 1946     | 84 a                 | Jak sen                                    | Zbigniew Studler Roman                      | Orkiestra dyr.: Mieczysław Paszkiet                                                                                           |
|          | 84 b                 | Apasionado                                 |                                             | Orkiestra dyr.: St. Godarski                                                                                                  |
|          | 85 a                 | Wiązanka walców cz.I                       |                                             | Orkiestra dyr.: St. Godarski                                                                                                  |
|          | 85 b                 | Wiązanka walców cz.II                      |                                             | Orkiestra dyr.: St. Godarski                                                                                                  |
|          | 86 a                 | Eskapada                                   |                                             | Orkiestra dyr.: Ryszard Naruszewicz                                                                                           |
|          | 86 b                 | Przyjdź do mnie                            |                                             | Orkiestra dyr.: Mieczysław Paszkiet                                                                                           |
|          | 87 a                 | Wakacje                                    |                                             | Orkiestra dyr.: Ryszard Naruszewicz                                                                                           |
|          | 87 b                 | Golfstrom                                  |                                             | Orkiestra dyr.: Ryszard Naruszewicz                                                                                           |
| 1946     | 88 a                 | Skończona pieśń                            | Jan Ciżyński                                | Orkiestra dyr.: Mieczysław Paszkiet                                                                                           |
|          | 88 b                 | Hallo Benny                                |                                             | Orkiestra dyr.: Ryszard Naruszewicz                                                                                           |
|          | 89 a                 | Kiedy nadchodzi kres                       | Jan Ciżyński                                | Orkiestra dyr.: Mieczysław Paszkiet                                                                                           |
|          | 89 b                 | Z dala od ciebie                           |                                             | Orkiestra dyr.: Mieczysław Paszkiet                                                                                           |
|          | 90 a                 | Lolita                                     |                                             | Zespół dyr.: H. Kubanek |
| 1946     | 90 b                 | Przeminęło z wiatrem                       | Jan Ciżyński                                | Orkiestra dyr.: Mieczysław Paszkiet                                                                                           |
|          | 91 a                 | Gdy się Chrystus rodzi                     |                                             | |
|          | 91 b                 | Anioł pasterzom mówił                      |                                             | |
|          | 91 II/a              | Zawsze będzie czegoś ci brak               | Jan Ciżyński                                | |
|          | 91 II/b              | Jesieni zew                                | Jan Ciżyński                                | |
| 1946     | 92 a                 | Czerwone maki na Monte Cassino             | Jan Ciżyński                                | Orkiestra dyr.: Ryszard Naruszewicz                                                                                           |
| 1946     | 92 b                 | Walczyk Warszawy                           | Jan Ciżyński                                | Orkiestra taneczna dyr.: Mieczysław Paszkiet                                                                                  |
| 1946     | 93 a                 | Dzisiaj w Betlejem                         | W. Sypniewski                               | Orkiestra dyr.: Mieczysław Paszkiet                                                                                           |
| 1946     | 93 b                 | Bóg się rodzi                              | W. Sypniewski                               | Orkiestra dyr.: Mieczysław Paszkiet                                                                                           |
|          | 94 a                 | Lulajże, Jezuniu                           | H. Chmurzyńska                              | Orkiestra dyr.: Mieczysław Paszkiet                                                                                           |
|          | 94 b                 | Wśród nocnej ciszy                         | H. Chmurzyńska                              | Orkiestra dyr.: Mieczysław Paszkiet                                                                                           |
|          | 95 I/a               | Jezus malusieńki                           | Stanisław Roy                               | Orkiestra dyr.: Mieczysław Paszkiet                                                                                           |
|          | 95 I/b               | Gdy się Chrystus rodzi                     | Stanisław Roy                               | Orkiestra dyr.: Mieczysław Paszkiet                                                                                           |
|          | 95 II/a              | W żłobie leży                              | Chór                                        | Orkiestra symfoniczna dyr.: Wacław Gieburowski                                                                                |
|          | 95 II/b              | Jezus malusieńki                           | Wanda Felakówna                             | Orkiestra dyr.: Mieczysław Paszkiet                                                                                           |
|          | 96 a                 | Przybieżeli do Betlejem                    | Chór                                        | Orkiestra symfoniczna dyr.: Wacław Gieburowski                                                                                |
|          | 96 b                 | Gdy śliczna Panienka syna kołysała         | Wanda Felakówna                             | Orkiestra dyr.: Mieczysław Paszkiet                                                                                           |
|          | 97 a                 | Niebieska niedźwiedzica                    | Tadeusz Miller                              | Orkiestra dyr.: Mieczysław Paszkiet                                                                                           |
|          | 97 b                 | Idziemy znów Nowym Światem                 | Tadeusz Miller                              | Orkiestra dyr.: Mieczysław Paszkiet                                                                                           |
| 1946     | 98 a                 | Walc na niepogodę                          | Tadeusz Miller                              | Orkiestra dyr.: Mieczysław Paszkiet                                                                                           |
| 1946     | 98 b                 | Zielony kapelusik                          | Tadeusz Miller                              | Orkiestra dyr.: Mieczysław Paszkiet                                                                                           |
|          | 99 a                 | Pieśń o matce                              | Tadeusz Miller                              | Orkiestra dyr.: Mieczysław Paszkiet                                                                                           |
|          | 99 b                 | Jesień                                     | Tadeusz Miller                              | Orkiestra dyr.: Mieczysław Paszkiet                                                                                           |
|          | 100 a                | Uśmiech przez łzy                          | Tadeusz Miller                              | Orkiestra dyr.: Mieczysław Paszkiet                                                                                           |
|          | 100 b                | Dziewczyno                                 | Tadeusz Miller                              | Orkiestra dyr.: Mieczysław Paszkiet                                                                                           |
| 1946     | 101 a                | Tango notturno                             | Tadeusz Miller                              | Orkiestra dyr.: Mieczysław Paszkiet                                                                                           |
| 1946     | 101 b                | Jaka miła jest moja dziewczyna             | Tadeusz Miller                              | Orkiestra dyr.: Mieczysław Paszkiet                                                                                           |
|          | 102 a                | Przebaczę Ci                               | Tadeusz Miller                              | Orkiestra dyr.: Mieczysław Paszkiet                                                                                           |
| 1946     | 102 b                | Kubańskie tango                            | Tadeusz Miller                              | Orkiestra dyr.: Mieczysław Paszkiet                                                                                           |
|          | 103 a                | Wszystkiego mogłem się po Tobie spodziewać | Tadeusz Miller                              | Orkiestra dyr.: Mieczysław Paszkiet                                                                                           |
|          | 103 b                | Obojętnie                                  | Tadeusz Miller                              | Orkiestra dyr.: Mieczysław Paszkiet                                                                                           |
|          | 104 a                | Zwiędła chryzantema                        | Tadeusz Miller                              | Orkiestra dyr.: Mieczysław Paszkiet                                                                                           |
|          | 104 b                | Niebieski pawilon                          |                                             | Orkiestra dyr.: Mieczysław Paszkiet                                                                                           |
| 1946     | 105 a                | Jak się przypomni...                       | Tadeusz Miller                              | Orkiestra dyr.: Mieczysław Paszkiet                                                                                           |
| 1946     | 105 b                | Wiedeńska krew Op. 354                     |                                             | Orkiestra dyr.: Mieczysław Paszkiet                                                                                           |
| 1946     | 106 a                | Serenada włóczęgi                          | Tadeusz Miller                              | Orkiestra dyr.: Mieczysław Paszkiet                                                                                           |
| 1946     | 106 b                | Bajeczki śpią                              | Tadeusz Miller                              | Orkiestra dyr.: Mieczysław Paszkiet                                                                                           |
|          | 107 a                | Ania                                       | Tadeusz Miller                              | Orkiestra dyr.: Mieczysław Paszkiet                                                                                           |
|          | 107 b                | Cztery córy młynarza                       | Chór „Cztery Asy”                           | Orkiestra dyr.: Mieczysław Paszkiet                                                                                           |
| 1947     | 108 a                | Symphony                                   |                                             | Orkiestra „Mewa” |
| 1947     | 108 b                | Sentymentalny Joe                          | Tadeusz Miller                              | Orkiestra „Mewa” |
| 1947     | 109 a                | Bluzeczka zamszowa                         | Tadeusz Miller                              | Orkiestra „Mewa” dyr.: Mieczysław Paszkiet                                                                                    |
| 1947     | 109 b                | Niebieskie róże z op. „Taniec szczęścia”   | Tadeusz Miller                              | Orkiestra „Mewa” dyr.: Mieczysław Paszkiet                                                                                    |
|          | 110 a                | Gdy orkiestra gra                          | Tadeusz Miller                              | Orkiestra dyr.: Andrzej Jastrzębski                                                                                           |
|          | 110 b                | Dziś                                       | Tadeusz Miller                              | Orkiestra dyr.: Andrzej Jastrzębski                                                                                           |
| 1947     | 111 a                | Gdy fiołki zakwitną                        | Tadeusz Miller                              | Orkiestra dyr.: Andrzej Jastrzębski                                                                                           |
| 1947     | 111 b                | Baby kochanie ty me                        | Tadeusz Miller                              | Orkiestra dyr.: Andrzej Jastrzębski                                                                                           |
|          | 112 a                | Wiązanka pieśni ludowych cz. I             | Chór „Cztery Asy”                           | |
|          | 112 b                | Wiązanka pieśni ludowych cz. II            | Chór „Cztery Asy”                           | |
| 1947     | 113 a                | Czy pamiętasz tę noc w Zakopanem           | Tadeusz Miller                              | Orkiestra dyr.: Konrad Bryzek                                                                                                 |
| 1947     | 113 b                | Pedro                                      | Tadeusz Miller                              | Orkiestra dyr.: Charles Bovery                                                                                                |
| 1946     | 114 a                | Powiedz czy chcesz mnie kochać             | Tadeusz Miller                              | Orkiestra dyr.: Konrad Bryzek                                                                                                 |
| 1947     | 114 b                | Kwiat paproci                              | Tadeusz Miller                              | Orkiestra dyr.: Konrad Bryzek                                                                                                 |
| 1947     | 115 a                | Wczoraj                                    | Tadeusz Miller                              | Orkiestra dyr.: Konrad Bryzek                                                                                                 |
| 1947     | 115 b                | Miłość i smutek                            | Tadeusz Miller                              | Orkiestra dyr.: Konrad Bryzek                                                                                                 |
| 1947     | 116 a                | Pozdrowienie od gór                        | Tadeusz Miller                              | Orkiestra dyr.: Konrad Bryzek                                                                                                 |
| 1947     | 116 b                | Zapomniana piosenka                        | Tadeusz Miller                              | Orkiestra dyr.: Konrad Bryzek                                                                                                 |
| 1947     | 117 a                | Rozbawione klarnety                        |                                             | Orkiestra dyr.: Jerzy Harald                                                                                                  |
| 1947     | 117 b                | Latające płatki                            |                                             | Orkiestra dyr.: Jerzy Harald                                                                                                  |
| 1947     | 118 a                | Mały biały domek                           | Tadeusz Miller                              | Orkiestra dyr.: Konrad Bryzek                                                                                                 |
| 1947     | 118 b                | Portowe światła                            | Tadeusz Miller                              | Orkiestra dyr.: Konrad Bryzek                                                                                                 |
|          | 119 a                | Hiberia                                    |                                             | Orkiestra dyr.: Konrad Bryzek                                                                                                 |
|          | 119 b                | Plegaria                                   |                                             | Orkiestra dyr.: Konrad Bryzek                                                                                                 |
| 1947     | 120 a                | Nie trzeba płakać                          | Tadeusz Miller                              | Orkiestra dyr.: Konrad Bryzek                                                                                                 |
|          | 120 b                | Pójdź, pójdź, pójdź                        | Tadeusz Miller                              | Orkiestra dyr.: Konrad Bryzek                                                                                                 |
| 1947     | 121 a                | Gwiżdżę na wszystko                        | Tadeusz Miller                              | Orkiestra dyr.: Konrad Bryzek                                                                                                 |
| 1947     | 121 b                | Skradłaś serce me                          | Adam Rell (Tadeusz Miller)                  | Orkiestra dyr.: Konrad Bryzek                                                                                                 |
|          | 122 a                | Błyskotki                                  |                                             | Orkiestra dyr.: Mieczysław Paszkiet, Władysław Radny - akordeon                                                               |
|          | 122 b                | Praczka                                    |                                             | Orkiestra dyr.: Mieczysław Paszkiet                                                                                           |
|          | 123 a                | Pamelita                                   |                                             | Orkiestra dyr.: Konrad Bryzek                                                                                                 |
| 1947     | 123 b                | Avant de mourir                            | Adam Rell (Tadeusz Miller)                  | Orkiestra dyr.: Jerzy Harald                                                                                                  |
|          | 124 a                | Meksykańska serenada                       |                                             | Orkiestra dyr.: Konrad Bryzek                                                                                                 |
|          | 124 b                | Noce na La Plata                           |                                             | Orkiestra dyr.: Konrad Bryzek                                                                                                 |
|          | 125 a                | Z drzewa na drzewo                         |                                             | Orkiestra dyr.: Jerzy Harald                                                                                                  |
|          | 125 b                | Wirtuoz                                    |                                             | Orkiestra dyr.: Jerzy Harald                                                                                                  |
|          | 126 a                | Piosenka o zegarze                         | Adam Rell (Tadeusz Miller)                  | Orkiestra dyr.: Jerzy Harald                                                                                                  |
|          | 126 b                | Bajeczki śpią                              | Tadeusz Miller                              | Orkiestra dyr.: Jerzy Harald                                                                                                  |
|          | 127 a                | Jalousie                                   |                                             | Orkiestra dyr.: Konrad Bryzek                                                                                                 |
|          | 127 b                | Tango artystyczne                          |                                             | Orkiestra dyr.: Stanisław Godarski                                                                                            |
| 1947     | 129 a                | Gdy nie wiesz, serca zapytaj               | Halina Kowalewska                           | Orkiestra dyr.: Jan Cajmer |
| 1947     | 129 b                | Powiem ci coś                              | Halina Kowalewska                           | Orkiestra dyr.: Jan Cajmer |
| 1947     | 130 a                | Kochać nie warto                           | Halina Kowalewska                           | Orkiestra dyr.: Jan Cajmer |
| 1947     | 130 b                | Pierwszy dzień jesieni                     | Halina Kowalewska                           | Orkiestra dyr.: Jan Cajmer |
| 1947     | 131 a                | Ameryka                                    | Zenon Jaruga                                | Orkiestra Jazzowa dyr.: Bracia Łopatowscy                                                                                     |
| 1947     | 131 b                | Tico-tico                                  |                                             | Orkiestra Jazzowa dyr.: Bracia Łopatowscy                                                                                     |
| 1947     | 132 a                | Serenada w Dolinie Słońca                  |                                             | Orkiestra Jazzowa dyr.: Bracia Łopatowscy                                                                                     |
| 1947     | 132 b                | Chattanoga choo-choo                       |                                             | Orkiestra Jazzowa dyr.: Bracia Łopatowscy                                                                                     |
| 1947     | 133 a                | In the mood                                |                                             | Orkiestra Jazzowa dyr.: Bracia Łopatowscy                                                                                     |
| 1947     | 133 b                | Moonlight serenade                         |                                             | Orkiestra Jazzowa dyr.: Bracia Łopatowscy                                                                                     |
| 1947     | 134 a                | Po zagonach                                |                                             | Orkiestra dyr.: Apolinary Pindrass                                                                                            |
| 1947     | 134 b                | Czerwone buty                              |                                             | Orkiestra dyr.: Apolinary Pindrass                                                                                            |
|          | 135 a                | Michałowa                                  |                                             | Orkiestra dyr.: Apolinary Pindrass                                                                                            |
|          | 135 b                | Kurpik                                     |                                             | Orkiestra dyr.: Apolinary Pindrass                                                                                            |
|          | 136 a                | Stare Miasto                               |                                             | Orkiestra dyr.: Apolinary Pindrass                                                                                            |
|          | 136 b                | Gąska                                      |                                             | Orkiestra dyr.: Apolinary Pindrass                                                                                            |
|          | 137 a                | Świr, świr                                 |                                             | Orkiestra dyr.: Andrzej Jastrzębski                                                                                           |
|          | 137 b                | Polka koncertówka                          |                                             | Orkiestra dyr.: Andrzej Jastrzębski                                                                                           |
|          | 138 a                | Pożegnanie miłości                         | Chór „Cztery Asy”                           | |
|          | 138 b                | Nocą                                       | Chór „Cztery Asy”                           | |
|          | 139 a                | Kujawiak                                   |                                             | J. Lisowski, Stanisław Lisowski – bałałajki                                                                                   |
|          | 139 b                | Wariacje na temat ludowy                   |                                             | J. Lisowski, Stanisław Lisowski – bałałajki                                                                                   |
|          | 140 a                | Scena baletowa                             |                                             | J. Lisowski, Stanisław Lisowski – bałałajki                                                                                   |
|          | 140 b                | Taniec charakterystyczny                   |                                             | J. Lisowski, Stanisław Lisowski – bałałajki                                                                                   |
|          | 141 a                | Zaczarowana gitara                         | Zenon Jaruga                                | Orkiestra dyr.: Andrzej Jastrzębski                                                                                           |
|          | 141 b                | Guitarerra                                 |                                             | Orkiestra dyr.: Andrzej Jastrzębski                                                                                           |
|          | 142 a                | A ja mam tylko ciebie                      | Zbigniew Rawicz                             | Orkiestra dyr.: Andrzej Jastrzębski                                                                                           |
|          | 142 b                | Tajemnica                                  |                                             | Orkiestra dyr.: Andrzej Jastrzębski                                                                                           |
| 1947     | 143 a                | Zapomniany romans                          | Zbigniew Rawicz                             | Orkiestra dyr.: Andrzej Jastrzębski                                                                                           |
| 1947     | 143 b                | Zwątpienie                                 |                                             | Orkiestra dyr.: Andrzej Jastrzębski                                                                                           |
|          | 144 a                | Nasza kawiarenka                           | Zbigniew Rawicz                             | Orkiestra dyr.: Andrzej Jastrzębski                                                                                           |
|          | 144 b                | Noc                                        | Zbigniew Rawicz                             | Orkiestra dyr.: Andrzej Jastrzębski                                                                                           |
|          | 145 a                | Miłość jest jak witamina                   | Zbigniew Rawicz                             | Orkiestra dyr.: Andrzej Jastrzębski                                                                                           |
|          | 145 b                | Wiosna raz                                 | Zbigniew Rawicz                             | Orkiestra dyr.: Andrzej Jastrzębski                                                                                           |
|          | 146 a                | Miłość i piosenka                          | Zbigniew Rawicz                             | Orkiestra dyr.: Andrzej Jastrzębski                                                                                           |
|          | 146 b                | Nikt inny tylko ty                         |                                             | Orkiestra dyr.: Andrzej Jastrzębski                                                                                           |
|          | 147 a                | Mój sen o Tobie                            | Zbigniew Rawicz                             | Orkiestra dyr.: Andrzej Jastrzębski                                                                                           |
|          | 147 b                | Don Juarez                                 |                                             | Orkiestra dyr.: Andrzej Jastrzębski                                                                                           |
|          | 148 a                | Argentina                                  | Zenon Jaruga                                | Orkiestra dyr.: Andrzej Jastrzębski                                                                                           |
|          | 148 b                | Smutek                                     |                                             | Orkiestra dyr.: Andrzej Jastrzębski                                                                                           |
|          | 149 a                | Przebrzmiała pieśń                         | Zenon Jaruga                                | Orkiestra dyr.: Andrzej Jastrzębski                                                                                           |
|          | 149 b                | Czerwone róże                              |                                             | Orkiestra dyr.: Andrzej Jastrzębski, M. Paszkiet – skrzypce                                                                   |
|          | 150 a                | Niebieskie oczy                            | Zenon Jaruga                                | Orkiestra dyr.: Andrzej Jastrzębski                                                                                           |
|          | 150 b                | Tierra del Sol                             |                                             | Orkiestra dyr.: Andrzej Jastrzębski                                                                                           |
|          | 151 a                | Śnieg                                      | Zenon Jaruga                                | Orkiestra dyr.: Andrzej Jastrzębski                                                                                           |
|          | 151 b                | W ciszy wieczornej                         | Zenon Jaruga                                | Orkiestra dyr.: Andrzej Jastrzębski                                                                                           |
|          | 152 a                | Śnieg                                      | M. Laskowska                                | Orkiestra dyr.: Andrzej Jastrzębski                                                                                           |
|          | 152 b                | Miłości nie ma                             | M. Laskowska                                | Orkiestra dyr.: Andrzej Jastrzębski                                                                                           |
| 1947     | 153 a                | Czarnoksiężnik                             | Zenon Jaruga                                | Orkiestra dyr.: Andrzej Jastrzębski, Jan Ławrusiewicz – gitara                                                                |
| 1947     | 153 b                | Zegar                                      | Zenon Jaruga                                | Orkiestra dyr.: Andrzej Jastrzębski, Jan Ławrusiewicz – gitara                                                                |
|          | 154 a                | Wódz Indian                                |                                             | Orkiestra Jazzowa dyr.: Bracia Łopatowscy                                                                                     |
|          | 154 b                | Biała orchidea                             | Zenon Jaruga                                | Orkiestra Jazzowa dyr.: Bracia Łopatowscy                                                                                     |
| 1947     | 155 a                | Domek z kart                               | Zenon Jaruga                                | Orkiestra dyr.: Andrzej Jastrzębski                                                                                           |
| 1947     | 155 b                | Los                                        | Zenon Jaruga                                | Orkiestra dyr.: Andrzej Jastrzębski                                                                                           |
| 1947     | 156 I a (mx 47429-1) | Zawsze będzie ci czegoś brak               | Marta Mirska                                | Orkiestra dyr.: L. Rezler |
| 1947     | 156 I b (mx 47421-4) | Zgubiłam tu serce maleńkie                 | Marta Mirska                                | Orkiestra dyr.: L. Rezler |
|          | 156 II a             | Zawsze będzie ci czegoś brak               | Zenon Jaruga                                | Orkiestra dyr.: Bracia Łopatowscy                                                                                             |
|          | 156 II b             | Zgubiłam tu serce maleńkie                 | Gabryiela Bernacka                          | Orkiestra dyr.: Andrzej Jastrzębski                                                                                           |
| 1947     | 157 a                | Pocałuj raz, pocałuj dwa                   | Marta Mirska                                | Orkiestra Jazzowa dyr.: Bracia Łopatowscy                                                                                     |
| 1947     | 157 b                | Rendez Vous                                | Marta Mirska                                | Orkiestra Jazzowa dyr.: Bracia Łopatowscy                                                                                     |
|          | 158 a                | Sevilliana                                 |                                             | Orkiestra dyr.: Andrzej Jastrzębski                                                                                           |
|          | 158 b                | Powiedz mi mój księżycu                    | Zenon Jaruga                                | Orkiestra Jazzowa dyr.: Bracia Łopatowscy                                                                                     |
| 1947     | 159 a                | Jesienny liść                              | Marta Mirska                                | Orkiestra Jazzowa dyr.: Bracia Łopatowscy                                                                                     |
| 1947     | 159 b                | Skyliner                                   |                                             | Orkiestra Jazzowa dyr.: Bracia Łopatowscy                                                                                     |
| 1947     | 160 a                | Jedzie pociąg                              | Marta Mirska                                | Orkiestra Jazzowa dyr.: Bracia Łopatowscy                                                                                     |
| 1947     | 160 b                | Beguine                                    |                                             | Orkiestra Jazzowa dyr.: Bracia Łopatowscy                                                                                     |
|          | 161 a                | Wiem, że kochasz mnie                      | Marta Mirska                                | Orkiestra Jazzowa dyr.: Bracia Łopatowscy                                                                                     |
|          | 161 b                | Caravan                                    |                                             | Orkiestra Jazzowa dyr.: Bracia Łopatowscy                                                                                     |
| 1947     | 162 a                | Gdzieś musi być świat                      | Marta Mirska                                | Orkiestra Jazzowa dyr.: Bracia Łopatowscy                                                                                     |
| 1947     | 162 b                | Głos Indii                                 |                                             | Orkiestra Jazzowa dyr.: Bracia Łopatowscy                                                                                     |
| 1947     | 163 a                | Wspominałam ten dzień                      | Marta Mirska                                | Orkiestra Jazzowa dyr.: Bracia Łopatowscy                                                                                     |
| 1947     | 163 b                | La Paloma                                  |                                             | Orkiestra Jazzowa dyr.: Bracia Łopatowscy                                                                                     |
|          | 164 a                | Piosnkę znam tylko jedną                   | Zenon Jaruga                                | Orkiestra Jazzowa dyr.: Bracia Łopatowscy                                                                                     |
|          | 164 b                | Nie możemy gwizdać                         |                                             | Orkiestra Jazzowa dyr.: Bracia Łopatowscy                                                                                     |
|          | 165 a                | Za oknem pada śnieg                        | Zenon Jaruga                                | Orkiestra dyr.: Andrzej Jastrzębski                                                                                           |
|          | 165 b                | Sogno azzura                               |                                             | Orkiestra dyr.: Andrzej Jastrzębski                                                                                           |
| 1947     | 166 a                | Po burzy                                   | Zenon Jaruga                                | Orkiestra dyr.: Andrzej Jastrzębski                                                                                           |
| 1947     | 166 b                | Walc hawajski                              | Zenon Jaruga                                | Orkiestra dyr.: Andrzej Jastrzębski                                                                                           |
|          | 167 a                | Dziwak                                     |                                             | Orkiestra dyr.: Bracia Łopatowscy                                                                                             |
|          | 167 b                | Piosenka o szczęściu                       | Zenon Jaruga                                | Orkiestra dyr.: Bracia Łopatowscy                                                                                             |
|          | 168 a                | Razem w świat                              | Zenon Jaruga                                | Orkiestra dyr.: Bracia Łopatowscy                                                                                             |
|          | 168 b                | Czekam tyle lat                            | E. Zakrzewska                               | Orkiestra dyr.: Bracia Łopatowscy                                                                                             |
|          | 169 a                | Filut                                      |                                             | Orkiestra dyr.: Andrzej Jastrzębski                                                                                           |
|          | 169 b                | Piękne jest życie                          |                                             | Orkiestra dyr.: St. Godarski                                                                                                  |
|          | 170 a                | Caballero                                  | Zbigniew Rawicz                             | Orkiestra dyr.: Andrzej Jastrzębski                                                                                           |
|          | 170 b                | Gdy zakwitną fiołeczki                     | Zenon Jaruga                                | Orkiestra Jazzowa dyr.: Bracia Łopatowscy                                                                                     |
| 1948     | 171 a                | Mołdawiańskie stepy                        | Sima Kołoc                                  | Chór Cygański dyr.: Aleksander Sawin                                                                                          |
| 1948     | 171 b                | Zielone oczy                               | Wera Szczucka                               | Chór Cygański dyr.: Aleksander Sawin                                                                                          |
| 1948     | 172 a                | Hiszpańska krew                            | Tadeusz Wenda                               | Orkiestra |
| 1948     | 172 b                | Amorcito mio                               | Tadeusz Wenda                               | Orkiestra |
| 1948     | 173 a                | Całuj mnie mocno (Besa me mucho)           | Marta Mirska                                | Orkiestra dyr.: Konrad Bryzek                                                                                                 |
| 1948     | 173 b                | Srebrna serenada                           | Marta Mirska                                | Orkiestra dyr.: Konrad Bryzek                                                                                                 |
|          | 174 a                | Rio Gallegos                               | Tadeusz Wenda                               | Orkiestra |
|          | 174 b                | Nie zapomnę tej melodii                    | Tadeusz Wenda                               | Orkiestra |
|          | 175 a                | Bobby                                      | Tadeusz Wenda                               | Orkiestra |
|          | 175 b                | Maleńki zegar                              | Tadeusz Wenda                               | Orkiestra |
|          | 176 a                | Serenada gitar                             | Tadeusz Wenda                               | Orkiestra |
|          | 176 b                | Patrzę w twoje oczy                        | Tadeusz Wenda                               | Orkiestra |
|          | 177 a                | Siwy koń                                   | Jan Ciżyński, Marta Mirska                  | Orkiestra dyr.: Witold Stankiewicz                                                                                            |
|          | 177 b                | Poczkaj, powiem mamie                      | Jan Ciżyński, Marta Mirska                  | Orkiestra dyr.: Witold Stankiewicz                                                                                            |
|          | 178 a                | Gospodarska polka                          |                                             | Kapela dyr.: Edward Ciuksza                                                                                                   |
|          | 178 b                | Z fasonem                                  |                                             | Kapela dyr.: Edward Ciuksza                                                                                                   |
|          | 179 a                | Placek mieszany                            |                                             | Kapela dyr.: Edward Ciuksza                                                                                                   |
|          | 179 b                | Ańdźka                                     |                                             | Kapela dyr.: Edward Ciuksza                                                                                                   |
|          | 180 a                | Polka z Winiar                             |                                             | Kapela dyr.: Edward Ciuksza                                                                                                   |
|          | 180 b                | U Filipka                                  | Z. Korewicz                                 | Kapela dyr.: Edward Ciuksza                                                                                                   |
|          | 181 a                | Polka z przysiadem                         | Jan Ciżyński                                | Kapela dyr.: Edward Ciuksza                                                                                                   |
|          | 181 b                | Z duszą                                    | Z. Korewicz                                 | Kapela dyr.: Edward Ciuksza                                                                                                   |
| 1948     | 182 a                | Kum Ksawery                                | Z. Korewicz                                 | Kapela dyr.: Edward Ciuksza                                                                                                   |
| 1948     | 182 b                | Na majówce                                 |                                             | Kapela dyr.: Edward Ciuksza                                                                                                   |
| 1948     | 183 a                | Zmora                                      |                                             | Kapela dyr.: Edward Ciuksza                                                                                                   |
| 1948     | 183 b                | Lusia                                      |                                             | Kapela dyr.: Edward Ciuksza                                                                                                   |
|          | 184 a                | Wiewiórka                                  |                                             | Kapela dyr.: Edward Ciuksza                                                                                                   |
|          | 184 b                | Pod kożuszkiem                             | Z. Korewicz                                 | Kapela dyr.: Edward Ciuksza                                                                                                   |
|          | 185 a                | Z jarmarku                                 | Z. Korewicz                                 | Kapela dyr.: Edward Ciuksza                                                                                                   |
|          | 185 b                | W drugą stronę                             | Z. Korewicz                                 | Kapela dyr.: Edward Ciuksza                                                                                                   |
|          | 186 a                | Basia                                      | Jan Ciżyński                                | Kapela dyr.: Edward Ciuksza                                                                                                   |
|          | 186 b                | Stach                                      |                                             | Zespół dyr.: Apolinary Pindrass                                                                                               |
|          | 187 a                | Polka szemrana                             |                                             | Zespół dyr.: Apolinary Pindrass                                                                                               |
|          | 187 b                | Doduś                                      |                                             | Zespół dyr.: Apolinary Pindrass                                                                                               |
|          | 188 a                | Polka mokotowska                           |                                             | Zespół dyr.: Apolinary Pindrass                                                                                               |
|          | 188 b                | Panna Mania                                |                                             | Zespół dyr.: Apolinary Pindrass                                                                                               |
|          | 189 a                | Polka z Powiśla                            |                                             | Zespół dyr.: Apolinary Pindrass                                                                                               |
|          | 189 b                | Oberek spod Rzecina                        |                                             | Zespół dyr.: Apolinary Pindrass                                                                                               |
|          | 190 a                | Polka rozpychana                           |                                             | Zespół dyr.: Apolinary Pindrass                                                                                               |
|          | 190 b                | Czarownica                                 |                                             | Zespół dyr.: Apolinary Pindrass                                                                                               |
|          | 191 a                | Aloha                                      | Marta Mirska                                | Orkiestra dyr.: L. Rezler |
|          | 191 b                | Piosenki hawajskie                         | Marta Mirska                                | Orkiestra dyr.: L. Rezler |
|          | 192 a                | Moja piosenka                              | Marta Mirska                                | Orkiestra dyr.: Arnold Rezler                                                                                                 |
|          | 192 b                | Tęsknota hawajska                          | Marta Mirska                                | Orkiestra dyr.: Arnold Rezler                                                                                                 |
| 1948     | 193 a                | Amor, amor                                 | Marta Mirska                                | Orkiestra Jazzowa dyr.: Ryszard Naruszewicz                                                                                   |
| 1948     | 193 b                | Zapomnij                                   | Marta Mirska                                | Orkiestra dyr.: L. Rezler |
| 1948     | 194 a                | Minut pięć                                 | Marta Mirska                                | Orkiestra Jazzowa dyr.: Ryszard Naruszewicz                                                                                   |
| 1948     | 194 b                | Chcę o tobie zapomnieć                     | Marta Mirska                                | Orkiestra dyr.: L. Rezler |
|          | 195 a                | I znów nadeszła jesień                     | Marta Mirska                                | Orkiestra dyr.: Mieczysław Paszkiet                                                                                           |
|          | 195 b                | Dziękuję ci                                | Marta Mirska                                | Orkiestra dyr.: L. Rezler |
|          | 196 a                | Znalazłam cię                              | Marta Mirska                                | Orkiestra dyr.: L. Rezler |
|          | 196 b                | Twój pokój                                 | Jerzy Chmielewski                           | Orkiestra dyr.: L. Rezler |
|          | 197 a                | Gdy jesteś blisko                          | Marta Mirska                                | Orkiestra dyr.: Mieczysław Paszkiet                                                                                           |
|          | 197 b                | Dziki akordeon                             |                                             | Zespół dyr.: H. Kubanek |
| 1948     | 198 I a              | Rumba Negro                                | Marta Mirska                                | Orkiestra Jazzowa dyr.: Ryszard Naruszewicz                                                                                   |
| 1948     | 198 I b              | Kto to, co to                              | Marta Mirska                                | Orkiestra Jazzowa dyr.: Ryszard Naruszewicz                                                                                   |
|          | 198 II a             | Rumba Negro                                | Marta Mirska                                | Orkiestra Jazzowa dyr.: Ryszard Naruszewicz                                                                                   |
|          | 198 II b             | Kto to, co to                              | Jerzy Chmielewski                           | Orkiestra Jazzowa dyr.: Ryszard Naruszewicz                                                                                   |
|          | 199 I a              | A ja ciebie mam i nic więcej               | Marta Mirska                                | Orkiestra dyr.: L. Rezler |
|          | 199 I b              | Tango bolero                               | Jerzy Chmielewski                           | Orkiestra dyr.: L. Rezler |
|          | 199 II a             | A ja ciebie mam i nic więcej               | Marta Mirska                                | Orkiestra dyr.: L. Rezler |
|          | 199 II b             | Tango bolero                               |                                             | Orkiestra dyr.: L. Rezler |
|          | 200 a                | Nie wiem skąd                              | Marta Mirska                                | Orkiestra dyr.: Mieczysław Paszkiet                                                                                           |
|          | 200 b                | Jak w serenadzie                           | Marta Mirska                                | Orkiestra dyr.: Mieczysław Paszkiet                                                                                           |
|          | 201 a                | Avant de mourir                            | Marta Mirska                                | Orkiestra dyr.: |
|          | 201 b                | Za mgłą                                    | Marta Mirska                                | Orkiestra dyr.: |
|          | 202 a                | Piosenka przypomni ci                      | Marta Mirska                                | Orkiestra dyr.: L. Rezler |
|          | 202 b                | Zawiany świat                              | Marta Mirska                                | Orkiestra dyr.: L. Rezler |
|          | 203 a                | Mazowieckie noce                           | Marta Mirska                                | Orkiestra dyr.: Mieczysław Paszkiet                                                                                           |
|          | 203 b                | Dziecięce bajeczki                         | Marta Mirska                                | Orkiestra dyr.: Mieczysław Paszkiet                                                                                           |
|          | 204 a                | Przyjdę do ciebie                          | Marta Mirska                                | Orkiestra dyr.: L. Rezler |
|          | 204 b                | Jak pięknie dziś tańczysz                  |                                             | Zespół dyr.: H. Kubanek |
|          | 205 a                | O Torrero!                                 | Marta Mirska                                | Orkiestra dyr.: Mieczysław Paszkiet                                                                                           |
|          | 205 b                | Baśń miłości                               | Marta Mirska                                | Orkiestra dyr.: L. Rezler |
|          | 206 a                | Ta piosenka wyzna ci                       | Marta Mirska                                | Orkiestra dyr.: L. Rezler |
|          | 206 b                | W małym ogródku                            | Marta Mirska                                | Orkiestra dyr.: L. Rezler |
|          | 207 a                | Miłosna serenada                           | Marta Mirska                                | Orkiestra dyr.: L. Rezler |
|          | 207 b                | Czy wiesz co to znaczy kochać              | Marta Mirska                                | Orkiestra dyr.: L. Rezler |
|          | 208 a                | Letnia przygoda                            | Marta Mirska                                | Orkiestra dyr.: Mieczysław Paszkiet                                                                                           |
|          | 208 b                | Wierz mi dziewczyno                        | Jerzy Chmielewski                           | Orkiestra dyr.: Mieczysław Paszkiet                                                                                           |
|          | 209 a                | Koza                                       | Wł. Walter                                  | Orkiestra dyr.: A. Ziomek |
|          | 209 b                | Oj w lesie                                 | Wł. Walter                                  | Orkiestra dyr.: A. Ziomek |
|          | 210 a                | Stara baba                                 | Wł. Walter                                  | Orkiestra dyr.: A. Ziomek |
|          | 210 b                | Nieboraczek                                | Wł. Walter                                  | Orkiestra dyr.: A. Ziomek |
| 1948     | 211 a                | Po deszczu jest słońce                     | Marta Mirska                                | Orkiestra Jazzowa dyr.: Ryszard Naruszewicz                                                                                   |
| 1948     | 211 b                | Rozstanie                                  | Marta Mirska                                | Orkiestra dyr.: Mieczysław Paszkiet                                                                                           |
|          | 212 a                | Zalotnik                                   | Wł. Walter                                  | Orkiestra dyr.: A. Ziomek |
|          | 212 b                | W karczmie                                 | Wł. Walter                                  | Orkiestra dyr.: A. Ziomek |
|          | 213 a                | Kieliszek zawinił                          | Wł. Walter                                  | Orkiestra dyr.: A. Ziomek |
|          | 213 b                | Czarna kura                                | Wł. Walter                                  | Orkiestra dyr.: A. Ziomek |
|          | 214 a                | Szczodra Marysia                           | Wł. Walter                                  | Orkiestra dyr.: A. Ziomek |
|          | 214 b                | Pies z kulawą kotką                        | Wł. Walter                                  | Orkiestra dyr.: A. Ziomek |
|          | 215 a                | Polka czeska                               |                                             | Orkiestra dyr.: Apolinary Pindrass                                                                                            |
|          | 215 b                | Wiśniówka                                  |                                             | Orkiestra dyr.: Apolinary Pindrass                                                                                            |
|          | 216 a                | Opowieści Lasku Wiedeńskiego Op. 325       |                                             | Mała Orkiestra Symfoniczna dyr.: Z. Wojciechowski                                                                             |
|          | 216 b                |                                            |                                             | |
|          | 217 a                | Wesoła wdówka                              |                                             | Mała Orkiestra Symfoniczna dyr.: Z. Wojciechowski                                                                             |
|          | 217 b                |                                            |                                             | |
|          | 218 a                | Dziadek                                    |                                             | Orkiestra Salonowa, L. Cwojdziński – klarnet                                                                                  |
|          | 218 b                | Biały mazur                                |                                             | Mała Orkiestra Symfoniczna dyr.: Z. Wojciechowski                                                                             |
|          | 219 a                | Wesele na Kujawach – Zaloty cz.I           |                                             | |
|          | 219 b                | Wesele na Kujawach – Zaloty cz.II          |                                             | |
|          | 220 a                | Wesele na Kujawach – Zmówiny               |                                             | |
|          | 220 b                | Wesele na Kujawach – Zrękowiny             |                                             | |
|          | 221 a                | Wesele na Kujawach – Do ślubu              |                                             | |
|          | 221 b                | Wesele na Kujawach – Do ślubu              |                                             | |
|          | 222 a                | Wesele na Kujawach – Przy stole            |                                             | |
|          | 222 b                | Wesele na Kujawach – Oczepiny              |                                             | |
|          | 223 a                | Wesele na Kujawach – W domu                |                                             | |
|          | 223 b                | Wesele na Kujawach – Krakowiak             |                                             | |
|          | 224 a                | Wieczorek na Bugaju cz.I                   |                                             | |
|          | 224 b                | Wieczorek na Bugaju cz.II                  |                                             | |
|          | 225 a                | Jolita                                     |                                             | Orkiestra dyr.: St. Godarski                                                                                                  |
|          | 225 b                | Pamelita                                   |                                             | Orkiestra dyr.: Konrad Bryzek                                                                                                 |
|          | 226 a                | Ze złotej serii przebojów Nr 1             |                                             | Zespół Rytmiczny dyr.: Henryk Czyż                                                                                            |
|          | 226 b                | Ze złotej serii przebojów Nr 2             |                                             | Zespół Rytmiczny dyr.: Henryk Czyż                                                                                            |
| 1948     | 227 a                | Ze złotej serii przebojów Nr 3             |                                             | Zespół Rytmiczny dyr.: Henryk Czyż                                                                                            |
| 1948     | 227 b                | Ze złotej serii przebojów Nr 4             |                                             | Zespół Rytmiczny dyr.: Henryk Czyż                                                                                            |
| 1948     | 228 a                | Rosanna                                    | Władysław Arski                             | Orkiestra dyr.: L. Rezler |
| 1948     | 228 b                | Moja dziewczyna                            | Władysław Arski                             | Orkiestra dyr.: L. Rezler |
|          | 228 II a             | Rosanna                                    | Władysław Arski                             | Orkiestra dyr.: Mieczysław Paszkiet                                                                                           |
|          | 228 II b             | Moja dziewczyna                            | Władysław Arski                             | Orkiestra dyr.: L. Rezler |
|          | 229 a                | Ja jestem sam                              | Władysław Arski                             | Orkiestra dyr.: L. Rezler |
|          | 229 b                | Nie porzucę cię nigdy                      | Władysław Arski                             | Orkiestra dyr.: L. Rezler |
|          | 230 a                | Harnasiowa piosenka                        | Władysław Arski                             | Orkiestra dyr.: L. Rezler |
|          | 230 b                | Parada                                     |                                             | Orkiestra Jazzowa dyr.: Tadeusz Wenda                                                                                         |
|          | 231 a                | Wiązanka melodii okolicznościowych cz.I    |                                             | Orkiestra dyr.: Mieczysław Paszkiet                                                                                           |
|          | 231 b                | Wiązanka melodii okolicznościowych cz.II   |                                             | Orkiestra dyr.: Mieczysław Paszkiet                                                                                           |
|          | 232 a                | Tchiou-tchiou (Czyju-czyju)                | Marta Mirska                                | Orkiestra dyr.: J. Maćkowiak                                                                                                  |
|          | 232 b                | Małgorzatka                                |                                             | Orkiestra Jazzowa dyr.: Tadeusz Wenda                                                                                         |
| 1948     | 233 a                | Stary młyn                                 | Władysław Arski                             | Orkiestra Jazzowa dyr.: Henryk Czyż                                                                                           |
| 1948     | 233 b                | Mam'selle                                  | Władysław Arski                             | Orkiestra Jazzowa dyr.: Henryk Czyż                                                                                           |
|          | 234 I a              | Ay, ay, ay (South America, take it away    | Władysław Arski                             | Orkiestra dyr.: Henryk Czyż                                                                                                   |
|          | 234 I b              | Sahara                                     |                                             | Orkiestra Jazzowa dyr.: Tadeusz Wenda                                                                                         |
|          | 234 II a             | Ay, ay, ay (South America, take it away    | Marta Mirska                                | Orkiestra dyr.: J. Maćkowiak                                                                                                  |
|          | 234 II b             | Sahara                                     |                                             | Orkiestra Jazzowa dyr.: Tadeusz Wenda                                                                                         |
|          | 235 a                | Czy to już jest miłość                     | Marta Mirska                                | Orkiestra dyr.: Henryk Czyż                                                                                                   |
|          | 235 b                | Na drapaczu chmur                          |                                             | Orkiestra Jazzowa dyr.: Tadeusz Wenda                                                                                         |
|          | 236 a                | Mimi z Trynidad                            | Marta Mirska                                | Orkiestra Jazzowa A.B. Guzińskiego                                                                                            |
|          | 236 b                | Chi-baba, chi-baba                         | Marta Mirska                                | Orkiestra jazzowa J. Maćkowiaka                                                                                               |
| 1948     | 237 a                | Amado mio!                                 | Marta Mirska                                | Orkiestra dyr.: Henryk Czyż                                                                                                   |
| 1948     | 237 b                | Przytul mnie mocno                         |                                             | Orkiestra Jazzowa dyr.: Tadeusz Wenda                                                                                         |
|          | 238 a                | Czarodziej                                 |                                             | Orkiestra Jazzowa dyr.: Tadeusz Wenda                                                                                         |
|          | 238 b                | Czy spotkamy się dziś                      |                                             | Orkiestra Jazzowa dyr.: Tadeusz Wenda                                                                                         |
|          | 239 a                | Mój przyjaciel akordeon                    |                                             | Orkiestra Jazzowa dyr.: Tadeusz Wenda                                                                                         |
|          | 239 b                | Twoje złote serce                          |                                             | Orkiestra Jazzowa dyr.: Tadeusz Wenda                                                                                         |
|          | 240 a                | Na karuzeli                                |                                             | Orkiestra dyr.: Tadeusz Wenda                                                                                                 |
|          | 240 b                | Lawina                                     |                                             | Orkiestra dyr.: Tadeusz Wenda                                                                                                 |